# Портрет Якова Егоровича Гине
«Портрет Якова Егоровича Гине» — картина Джорджа Доу и его мастерской из Военной галереи Зимнего дворца.
Картина представляет собой погрудный портрет генерал-майора Якова Егоровича Гине из состава Военной галереи Зимнего дворца.
С начала Отечественной войны 1812 года полковник Гине командовал 21-й артиллерийской бригадой в Финляндском корпусе Ф. Ф. Штейнгеля и сражался в Прибалтике против корпуса маршала Макдональда; затем со своей бригадой был переброшен в корпус П. Х. Витгенштейна, отличился в сражениях при Чашниках и Смолянах, в начале 1813 года получил чин генерал-майора. 6 октября 1813 года получил смертельную рану при штурме Лейпцига в Битве народов.
Изображён в генеральском вицмундире, введённом для артиллерийских генералов в 1820 году — это ошибка художника, поскольку Гине скончался ещё до введения этого мундира и носить его не мог, он должен быть изображён в мундире образца 1808 года с двумя рядами пуговиц. На шее крест ордена Св. Владимира 3-й степени; справа на груди крест ордена Св. Георгия 4-го класса и серебряная медаль «В память Отечественной войны 1812 года» на Андреевской ленте . А. А. Подмазо считает, что вместо нагрудного креста ордена Св. Георгия 4-го класса должен был быть изображён шейный крест этого ордена 3-го класса, которым Гине был награждён в 1813 году, однако указ о награждении Гине за отличие в сражении при Бауцене последовал лишь 29 октября 1813 года и таким образом награждение является посмертным, соответственно Гине этого креста носить не мог. Также должен был быть изображён отсутствующий на портрете орден Св. Анны 2-й степени, который Гине получил в 1813 году. Возможно, что и серебряная медаль 1812 года изображена ошибочно — первые документально зафиксированные награждения этой медалью в действующей армии состоялись в конце ноября 1813 года, то есть более чем через полтора месяца после смерти Гине. Подпись на раме: Я. Е. Гине, Генералъ Маiоръ.
7 августа 1820 года Комитетом Главного штаба по аттестации Гине был включён в список «генералов, заслуживающих быть написанными в галерею» и 25 июля 1822 года император Александр I приказал написать его портрет. Гонорар Доу был выплачен 22 апреля 1828 года. Готовый портрет был принят в Эрмитаж 26 апреля 1828 года. Предыдущая сдача готовых портретов в Эрмитаж была 21 января 1828 года, поэтому считается, что портрет написан между этими датами. Поскольку Гине умер от ран в 1813 году, то существовал портрет-прототип, на котором основывался Доу при написании галерейного портрета, современным исследователям этот прототип остаётся неизвестным.